# Komet LINEAR 43
Komet LINEAR 43 ali 160P/LINEAR je periodični komet z obhodno dobo okoli 7,5 let.
.
 Komet pripada Jupitrovi družini kometov . 

## Odkritje
Komet so odkrili 15. julija 2004 v okviru projekta LINEAR.